# Договор от Фонтенбло (1807)
Вижте пояснителната страница за други значения на Договор от Фонтенбло.
Договорът от Фонтенбло е споразумение между испанския крал Карлос IV и френския император Наполеон, подписано на 27 октомври 1807 г. във Фонтенбло, Франция. Съгласно клаузите на договора, Португалия и всички португалски владения се разделят между подписалите го страни. Личности като М. Искиердо, съветник на Карлос IV, и Мануел де Годой, също присъстват по време на сключването на договора. Въз основа на първия член на споразумението, в замяна на Тоскана на краля на Етрурия се гарантират португалските територии между реките Миньо и Дуро (т.нар. Кралство Северна Лузитания). Вторият член на договора постановява създаването на Кралство Алгарве, което ще включва провинция Алентежу.